# TDK
TDK (TDK株式会社?, TDK kabushiki-gaisha) è un'azienda giapponese fondata nel 1935 come Tokyo Denki Kagaku Kogyo K.K. (東京電気化学工業株式会社?) inizialmente attiva nel campo della ferrite. Dopo la fine della seconda guerra mondiale, TDK diventa uno dei maggiori produttori di supporti magnetici e di componenti elettronici per uso domestico e industriale.

## Storia
TDK venne fondata a Tokyo il 7 dicembre 1935 come azienda produttrice della ferrite, materiale inventato da Yogoro Kato e Takeshi Takei nel 1930.

### La produzione di nastri e audiocassette e gli anni ottanta.
Tra il 1952 e il 1957, la compagnia iniziò la produzione di nastri magnetici e, dal 1966, di musicassette. Nel 1965 venne aperta a New York la prima sede negli Stati Uniti, seguita nel 1970 da quella aperta a Francoforte nella Germania Ovest. Nel mercato consumer, TDK viene ricordata per aver occupato una posizione di rilievo nello sviluppo, dagli anni ottanta, di audiocassette e nastri magnetici, fornendoli sia come terzista alle aziende che producevano nastri preregistrati su delega delle major discografiche che quali prodotti vergini per gli utilizzatori finali. I modelli, le versioni e le durate sono state diversificate per rispondere alla tipologia di cliente ed all'evoluzione delle apparecchiature di lettura. Si ricordano, fra le altre, le cassette in metallo MA-R, le FE Ferric, HS, HXS, AD, DJ Metal, DJ2.
Negli anni novanta vennero sviluppato prodotti compatibili con le registrazioni da fonti digitale (quali le cassette SA, SA-X for CD, cdING E CDing2) nonché nastri per DAT (DA-R STUDIO, DA-RXG,etc). Nello stesso decennio, il settore dei supporti di archiviazione di massa di TDK venne ampliato con la produzione di supporti CD di vario tipo. Dal 1997 TDK ha gradualmente ridotto la produzione di musicassette per poi interromperla definitivamente nel 2012 sotto il controllo della Imation; anche la produzione dei supporti CD venne progressivamente ridotta. L'azienda, intanto, iniziò a mostrare interesse verso le nuove tecnologie di archiviazione che stavano per essere immesse sul mercato: nel 2004 TDK è stata la prima compagnia ad aggiungersi al consorzio delle aziende produttrici del nascente formato Blu-Ray.
Da giugno 2006 Takehiro Kamigama divenne il presidente della compagnia, nominato dal predecessore Hajime Sawabe che tuttora copre un ruolo importante all'interno dell'azienda. Nel 2007 Imation acquistò il settore di supporti di archiviazione di TDK, compresa la produzione di memorie flash, dischi ottici, nastri magnetici e accessori, per circa 300 milioni di dollari, con inclusa la possibilità della Imation di inserire il marchio "TDK Life on Record" sui supporti di archiviazioni e prodotti audio per almeno 25 anni. Nel 2015 la Imation annunciò che avrebbe rinunciato alla sua licenza e avrebbe interrotto la produzione di prodotti a marchio TDK verso la fine dello stesso anno.

### La produzione di componentistica.
Già dagli anni ottanta TDK aveva iniziato a produrre componentistica diversa, a partire dai motori brushless a corrente continua, testine magnetoresistenti (MR), e testine a pellicola sottile. Nel 2005 TDK completò l'acquisizione della Teridian, azienda californiana dedicata alla produzione di semiconduttori, rivenduta poi nel 2010 alla Maxim Integrated Products. Oggi il portfolio dell'azienda è incentrato essenzialmente su microfoni, sensori, alimentatori, batterie, anche se non mancano a catalogo memorie flash a stato solido.

### Il museo
TDK gestisce un proprio museo situato nello stabilimento non più attivo di Hirasawa.

## Pubblicità e sponsorizzazioni

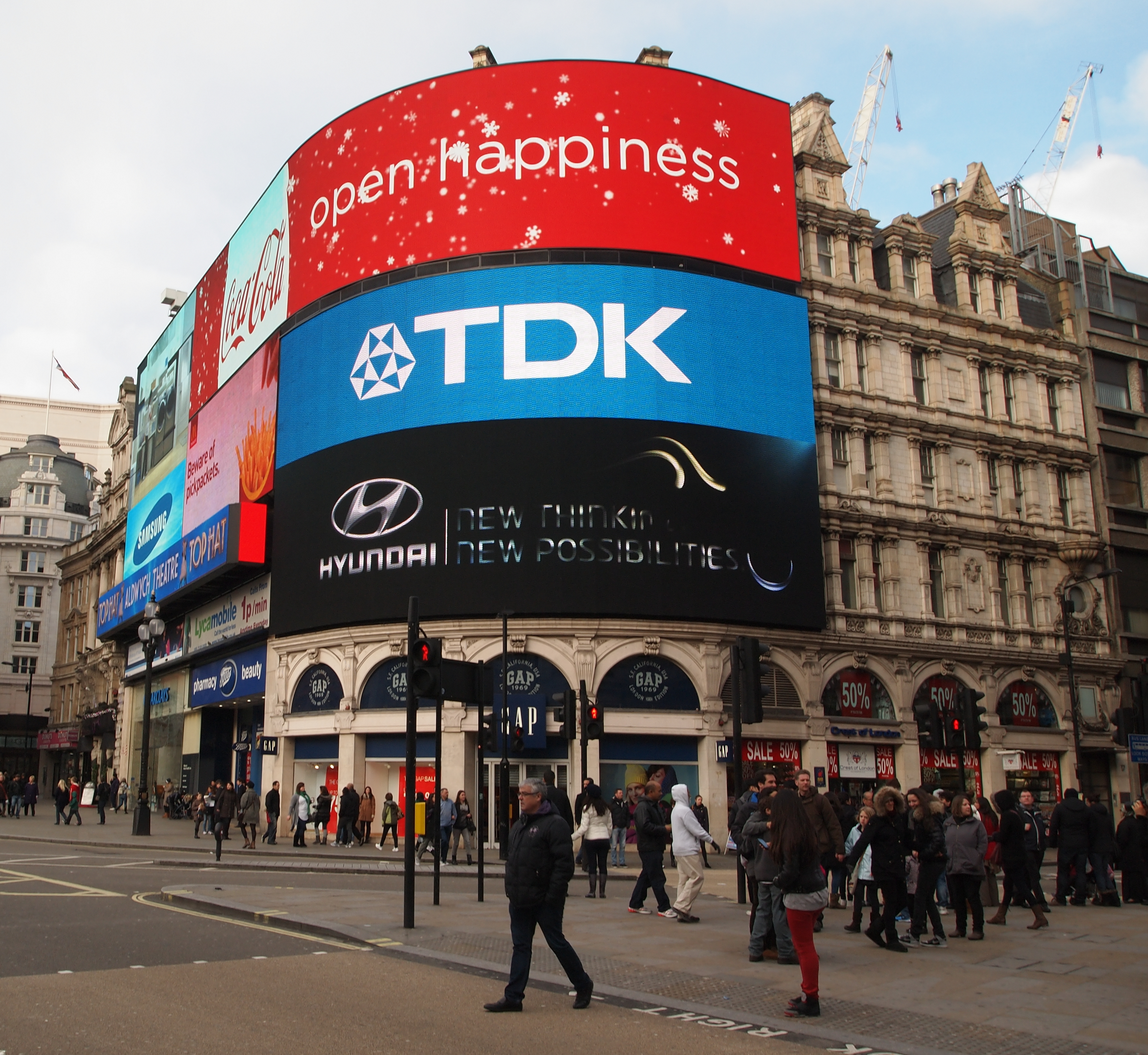
L'insegna di TDK visibile al Piccadilly Circus di Londra, 2012

- TDK sponsorizzò la squadra di calcio olandese Ajax durante gli anni ottanta, mentre dal 1993 al 1998 l'azienda giapponese divenne sponsor del club inglese Crystal Palace.
- La compagnia fu sponsor anche della squadra australiana di rugby Brisbane Broncos agli inizi degli anni novanta. A oggi[quando?], è lo sponsor ufficiale dei campionati del mondo di atletica leggera.
- Dal 1994 al 2014 era presente al famoso Piccadilly Circus a Londra un pannello pubblicitario della TDK.[11]
- L'azienda nipponica possiede dal 2000 una sua insegna pubblicitaria sulla One Times Square di New York, posta sotto il pannello della Toshiba e visibile durante il famoso capodanno organizzato nella metropoli statunitense.
- Nel 2002 la divisione dell'elettronica di consumo di TDK fu lo sponsor della terza edizione dei Jammy Awards dedicati alle jam band.
- Fino al 2009 TDK era proprietaria di una squadra di calcio di Nikaho, nella prefettura di Akita, nota come TDK Sport Club e rinominata nel 2010 come Blaublitz Akita.